# Comuna Molodova Tretea, Dubno
Molodova Tretea (în ucraineană Молодова Третя) este o comună în raionul Dubno, regiunea Rivne, Ucraina, formată din satele Molodova Druha, Molodova Perșa și Molodova Tretea (reședința).

## Demografie
Componența lingvistică a comunei Molodova Tretea
     Ucraineană (98,98%)
     Alte limbi (0,93%)
Conform recensământului din 2001, majoritatea populației comunei Molodova Tretea era vorbitoare de ucraineană (98,98%), existând în minoritate și vorbitori de alte limbi.